# Hasegawa Kyūzo
Pour les articles homonymes, voir Hasegawa.
Hasegawa Kyūzo (長谷川 久蔵, Hasegawa Kyūzo),  est un peintre japonais du XVIe siècle, né en 1568, mort prématurément semble-t-il en 1593. Il est possible que l'une de ces dates soit erronée, et sa biographie extrêmement réduite ne permet aucune supposition.  

## Biographie
Hasegawa Kyūzo, élève de son père Hasegawa Tōhaku, est un peintre de talent qui travaille surtout aux grandes réalisations entreprises par son père (voir Hasegawa Tōhaku).